# Because the Internet
Because the Internet (také stylizováno jako because the internet) je druhé studiové album amerického komika a rappera Donalda Glovera nahrávajícího pod pseudonymem Childish Gambino. Album bylo nahráno u vydavatelství Glassnote Records, distribuováno společnostmi Island Records a Universal Music Group, a vydáno 6. prosince 2013.

## O albu
Album bylo nahráváno od roku 2012 do října 2013. Většinu hudby složil sám Glover ve spolupráci se švédským producentem Ludwigem Göranssonem, který je v USA znám pro skládání znělek televizních seriálů a pořadů.
V červenci 2013 byla k propagaci alba vydána mixtape s názvem Royalty.
Na albu hostují umělci Chance The Rapper, Lloyd, Jhené Aiko a Azealia Banks.

### Singly
Dne 22. října 2013 byl vydán singl "3005". Umístil se na 64. příčce v US žebříčku Billboard Hot 100. K písni byl natočen i videoklip, který se celý odehrává na ruském kole. Na YouTube ho prozatím zhlédlo dvacet tři milionů lidí.
Dne 7. února 2014 byl vydán druhý singl s názvem "Crawl", ten se umístil na 86. příčce v americkém žebříčku Billboard Hot 100.

## Po vydání
Alba se v první týden prodeje v USA prodalo 96 000 kusů, čím debutovalo na sedmé příčce žebříčku Billboard 200. V druhý týden se prodalo dalších 24 000 kusů, čím se album propadlo na 24. příčku žebříčku. Ve třetí týden prodej narostl o dalších 33 000 kusů. Celkový prodej za první tři týdny tak činil 157 000 kusů. Celkem se ho v USA prodalo 322 634 kusů.
V únoru 2016 RIAA změnila pravidla udělování certifikací a nově do celkového prodeje započítávala i audio a video streamy. Jen díky tomu album získalo certifikaci zlatá deska.

## Seznam skladeb
| Pořadí         | Název                                                               | Hudba                           | Délka |
| -------------- | ------------------------------------------------------------------- | ------------------------------- | ----- |
| 1.             | The Library (Intro)                                                 | Donald Glover                   | 0:04  |
| 2.             | I. Crawl                                                            | Christian Rich, Glover          | 3:29  |
| 3.             | II. Worldstar                                                       | Glover, Ludwig Göransson        | 4:04  |
| 4.             | Dial Up                                                             | Glover                          | 0:44  |
| 5.             | I. The Worst Guys (ft. Chance The Rapper)                           | Glover, Göransson               | 3:39  |
| 6.             | II. Shadows                                                         | Thundercat, Glover, Göransson   | 3:51  |
| 7.             | III. Telegraph Ave. (Oakland) (ft. Lloyd)                           | Glover, Göransson               | 3:30  |
| 8.             | IV. Sweatpants                                                      | Glover, Göransson               | 3:00  |
| 9.             | V. 3005                                                             | Glover, Göransson, Stefan Ponce | 3:54  |
| 10.            | Playing Around Before the Party Starts                              | Göransson                       | 0:54  |
| 11.            | I. The Party                                                        | Glover, Göransson, Pop Levi     | 1:31  |
| 12.            | II. No Exit                                                         | Glover, Göransson               | 2:51  |
| 13.            | Death By Numbers                                                    | Glover                          | 0:43  |
| 14.            | I. Flight of the Navigator                                          | Glover, Göransson               | 5:44  |
| 15.            | II. Zealots of Stockholm (Free Information)                         | Glover, Göransson, Sam Spiegel  | 4:50  |
| 16.            | III. Urn                                                            | Glover, Göransson               | 1:13  |
| 17.            | I. Pink Toes (ft. Jhené Aiko)                                       | Glover, Ponce, Göransson        | 3:27  |
| 18.            | II. Earth: The Oldest Computer (The Last Night) (ft. Azealia Banks) | Glover, Göransson               | 4:42  |
| 19.            | III. Life: The Biggest Troll (Andrew Auernheimer)                   | Glover, Göransson               | 5:42  |
| Celková délka: | Celková délka:                                                      | Celková délka:                  | 57:52 |